# Karadar Bertoldi Ensemble
Karadar Bertoldi Ensemble è il nome di un complesso cameristico di musica classica.

## Storia
Fondato da Francesco Bertoldi (pianoforte) e Sybille Karadar (violino) nel 1984, i componenti del complesso mutano di volta in volta di numero e di organico, ruotando attorno alla presenza costante di un ristretto numero di esecutori, tra i quali: Lorenzo Bertoldi e Cristina Giovannini (violino e viola), Barbara Bertoldi (violoncello), Massimiliano Rizzoli (contrabbasso).
Il Karadar Bertoldi Ensemble ha eseguito in numerosi concerti composizioni di Beethoven, Glinka, Hummel, Poulenc, Schubert, Messiaen, Schönberg, Franck, Dvořák, Sterndale Bennet, Onslow e H. J. Bertini.

## Discografia
- 1991 - Johann Nepomuk Hummel, Gran trio op. 43, Quintetto op. 87, Quartetto in Sol maggiore (op. postuma) (Sipario Dischi)
- 1997 - Saint-Saëns, Il carnevale degli animali, Quartetto op. 41, Settimino op. 65 (Amadeus)
- 2000 - Felix Mendelssohn, Sestetto op. 110 / Michail Glinka, Gran sestetto e Divertimento brillante su un tema della "Sonnambula" di Bellini (Sipario Dischi)
- 2002 - Franz Schubert, Adagio e rondò in Fa maggiore (op. postuma), Quintetto "La trota" op. 114 (Sipario Dischi)